# Марс і Венера грають шахи
«Марс і Венера грають шахи» (італ. Marte e Venere giocano a scacchi) — картина італійського художника Алессандро Варотарі (Падованіно). Відома незвичним трактуванням міфу про любов Марса та Венери.

## Міф, що на ньому ґрунтується сюжет картини
Розповідь VIII пісні «Одіссеї» Гомера доповнюється діалогом Лукіана Самосатського «Сон, або півень» і «Міфами» Гігіна, Книгою IV «Метаморфоз» Овідія.
Афродіта (Венера) зрадила свого чоловіка Гефеста (Вулкану) з богом війни Аресом (Марсом). Боячись, що хто-небудь із богів застане їх разом, Арес (Марс) велів Алектріону стерегти їх та розбудити його до сходу сонця, оскільки коханці не хотіли, аби Аполлон став свідком їх прощальних утіх.
Алектріон заснув, коли Аполлон виїхав на своїй кареті. Бог сонця застав Афродіту (Венеру) в обіймах Ареса (Марса). Аполлон попрямував до Гефеста (Вулкана), якому оповів про побачене. Гефест (Вулкан) скував тонку, однак міцну золоту сітку, яку непомітно прикріпив до підніжжя ліжка, спустив зі стелі, а відтак оповів жінці, що має путь на острів Лемнос. Афродіта (Венера) послала за Аресом (Марсом), який прийшов до неї. Зранку коханці виявили, що лежать, обплетені сітями. Появився Гефест (Вулкан) і запрошені ним боги. Арес (Марс) отримав свободу завдяки Посейдону (Нептуну), який пообіцяв Гефесту (Вулкану) влаштувати так, що Арес (Марс) заплатить викуп. Афродіта (Венера) повернулася до Кіпру.
Арес (Марс) заприсягнув, що помстить Алектріону. Він перетворив його на півня та заставив щоранку сповіщати про появу сонця.

## Сюжет
В історії мистецтва сюжет «Венера та Марс» має дві основні форми:
- Зображення епізоду, коли Вулкан застає коханців у момент зради жінкою. Прикладом є картина Якопо Тінторетто «Венера, Вулкан і Марс» (1547—1551, Стара пінакотека, Мюнхен). Такий сюжет характерний для французького живопису XVIII століття.
- Алегорія перемоги Любові над Воєнними мистецтвами. Венера та Марс лежать поруч на ложі. Марс зазвичай дрімає. Купідони грають із його обладунками. Сюжет характерний для епохи Відродження. Приклади цього типу: Карло Сарачені «Венера та Марс» (бл. 1600, Музей Тиссена-Борнеміса, Мадрид) і «Венера, Марс і Купідон» (1490, П'єро ді Козімо, Державні музеї, Берлін).

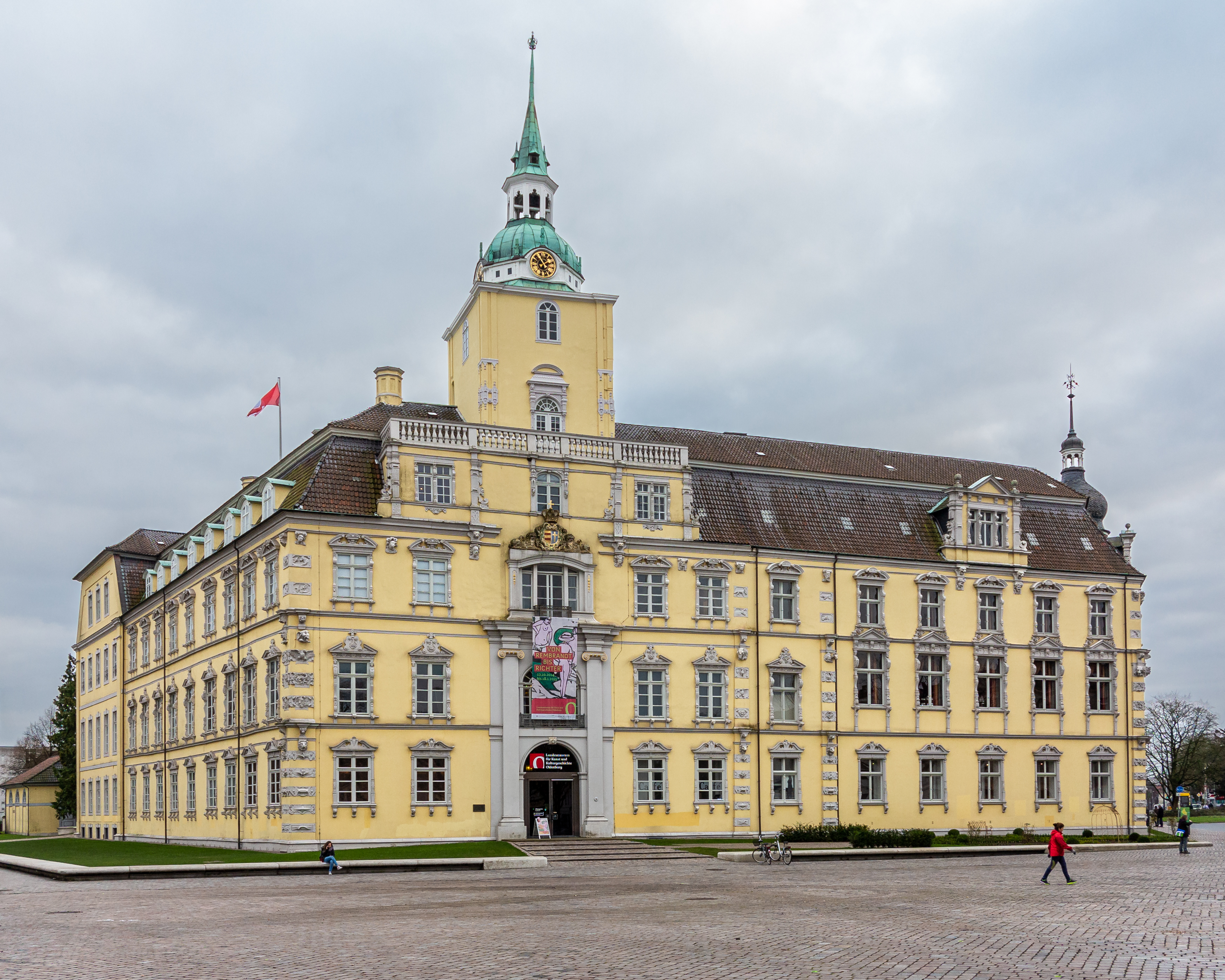
Палац герцогів Ольденбурзьких — місце перебування картини

Картина Падованіно має унікальний сюжет, який відгомоном обох типів. На картині Падованіно «Марс і Венера грають шахи» шахи грають Венера, богиня краси, та Марс, бог війни. На задньому плані картини зображений з глечиком вина Вулкан, обманутий чоловік Венери. Загальна побудова картини демонструє оригінальне почуття гумору художника, що послужило причиною його зажиттєвої популярності у Венеції.
Ця картина — одна з декількох картин художника на сюжет любові цих богів (серед них: «Венера, Марс і два Купідони», «Венера та Марс, Сюрприз Вулкана»; на останній картині Вулкан схожий на відповідного персонажа картини «Марс і Венера грають шахи»).

Венера, схопивши лівою рукою шолом Марса за основу султану зі страусового пір'я, розраховує наступним рухом зірвати його з противника (деякі мистецтвознавці припускають гру на роздягання, можливий і інший варіант — нетерпеливість Венери, якій набридли шахи; партнер у них є явно слабшим за неї, тому богиня спішить узятися за цікавіші для неї любовні ігри). Правою рукою Венера робить вирішальний хід, що дарує їй перемогу. 
|   | a | b | c | d | e | f | g | h |   |
| 8 | a8 чорний слон · a5 чорний слон · d4 чорний король · b3 білий пішак · e2 білий король · e1 чорний ферзь | a8 чорний слон · a5 чорний слон · d4 чорний король · b3 білий пішак · e2 білий король · e1 чорний ферзь | a8 чорний слон · a5 чорний слон · d4 чорний король · b3 білий пішак · e2 білий король · e1 чорний ферзь | a8 чорний слон · a5 чорний слон · d4 чорний король · b3 білий пішак · e2 білий король · e1 чорний ферзь | a8 чорний слон · a5 чорний слон · d4 чорний король · b3 білий пішак · e2 білий король · e1 чорний ферзь | a8 чорний слон · a5 чорний слон · d4 чорний король · b3 білий пішак · e2 білий король · e1 чорний ферзь | a8 чорний слон · a5 чорний слон · d4 чорний король · b3 білий пішак · e2 білий король · e1 чорний ферзь | a8 чорний слон · a5 чорний слон · d4 чорний король · b3 білий пішак · e2 білий король · e1 чорний ферзь | 8 |
| 7 | a8 чорний слон · a5 чорний слон · d4 чорний король · b3 білий пішак · e2 білий король · e1 чорний ферзь | a8 чорний слон · a5 чорний слон · d4 чорний король · b3 білий пішак · e2 білий король · e1 чорний ферзь | a8 чорний слон · a5 чорний слон · d4 чорний король · b3 білий пішак · e2 білий король · e1 чорний ферзь | a8 чорний слон · a5 чорний слон · d4 чорний король · b3 білий пішак · e2 білий король · e1 чорний ферзь | a8 чорний слон · a5 чорний слон · d4 чорний король · b3 білий пішак · e2 білий король · e1 чорний ферзь | a8 чорний слон · a5 чорний слон · d4 чорний король · b3 білий пішак · e2 білий король · e1 чорний ферзь | a8 чорний слон · a5 чорний слон · d4 чорний король · b3 білий пішак · e2 білий король · e1 чорний ферзь | a8 чорний слон · a5 чорний слон · d4 чорний король · b3 білий пішак · e2 білий король · e1 чорний ферзь | 7 |
| 6 | a8 чорний слон · a5 чорний слон · d4 чорний король · b3 білий пішак · e2 білий король · e1 чорний ферзь | a8 чорний слон · a5 чорний слон · d4 чорний король · b3 білий пішак · e2 білий король · e1 чорний ферзь | a8 чорний слон · a5 чорний слон · d4 чорний король · b3 білий пішак · e2 білий король · e1 чорний ферзь | a8 чорний слон · a5 чорний слон · d4 чорний король · b3 білий пішак · e2 білий король · e1 чорний ферзь | a8 чорний слон · a5 чорний слон · d4 чорний король · b3 білий пішак · e2 білий король · e1 чорний ферзь | a8 чорний слон · a5 чорний слон · d4 чорний король · b3 білий пішак · e2 білий король · e1 чорний ферзь | a8 чорний слон · a5 чорний слон · d4 чорний король · b3 білий пішак · e2 білий король · e1 чорний ферзь | a8 чорний слон · a5 чорний слон · d4 чорний король · b3 білий пішак · e2 білий король · e1 чорний ферзь | 6 |
| 5 | a8 чорний слон · a5 чорний слон · d4 чорний король · b3 білий пішак · e2 білий король · e1 чорний ферзь | a8 чорний слон · a5 чорний слон · d4 чорний король · b3 білий пішак · e2 білий король · e1 чорний ферзь | a8 чорний слон · a5 чорний слон · d4 чорний король · b3 білий пішак · e2 білий король · e1 чорний ферзь | a8 чорний слон · a5 чорний слон · d4 чорний король · b3 білий пішак · e2 білий король · e1 чорний ферзь | a8 чорний слон · a5 чорний слон · d4 чорний король · b3 білий пішак · e2 білий король · e1 чорний ферзь | a8 чорний слон · a5 чорний слон · d4 чорний король · b3 білий пішак · e2 білий король · e1 чорний ферзь | a8 чорний слон · a5 чорний слон · d4 чорний король · b3 білий пішак · e2 білий король · e1 чорний ферзь | a8 чорний слон · a5 чорний слон · d4 чорний король · b3 білий пішак · e2 білий король · e1 чорний ферзь | 5 |
| 4 | a8 чорний слон · a5 чорний слон · d4 чорний король · b3 білий пішак · e2 білий король · e1 чорний ферзь | a8 чорний слон · a5 чорний слон · d4 чорний король · b3 білий пішак · e2 білий король · e1 чорний ферзь | a8 чорний слон · a5 чорний слон · d4 чорний король · b3 білий пішак · e2 білий король · e1 чорний ферзь | a8 чорний слон · a5 чорний слон · d4 чорний король · b3 білий пішак · e2 білий король · e1 чорний ферзь | a8 чорний слон · a5 чорний слон · d4 чорний король · b3 білий пішак · e2 білий король · e1 чорний ферзь | a8 чорний слон · a5 чорний слон · d4 чорний король · b3 білий пішак · e2 білий король · e1 чорний ферзь | a8 чорний слон · a5 чорний слон · d4 чорний король · b3 білий пішак · e2 білий король · e1 чорний ферзь | a8 чорний слон · a5 чорний слон · d4 чорний король · b3 білий пішак · e2 білий король · e1 чорний ферзь | 4 |
| 3 | a8 чорний слон · a5 чорний слон · d4 чорний король · b3 білий пішак · e2 білий король · e1 чорний ферзь | a8 чорний слон · a5 чорний слон · d4 чорний король · b3 білий пішак · e2 білий король · e1 чорний ферзь | a8 чорний слон · a5 чорний слон · d4 чорний король · b3 білий пішак · e2 білий король · e1 чорний ферзь | a8 чорний слон · a5 чорний слон · d4 чорний король · b3 білий пішак · e2 білий король · e1 чорний ферзь | a8 чорний слон · a5 чорний слон · d4 чорний король · b3 білий пішак · e2 білий король · e1 чорний ферзь | a8 чорний слон · a5 чорний слон · d4 чорний король · b3 білий пішак · e2 білий король · e1 чорний ферзь | a8 чорний слон · a5 чорний слон · d4 чорний король · b3 білий пішак · e2 білий король · e1 чорний ферзь | a8 чорний слон · a5 чорний слон · d4 чорний король · b3 білий пішак · e2 білий король · e1 чорний ферзь | 3 |
| 2 | a8 чорний слон · a5 чорний слон · d4 чорний король · b3 білий пішак · e2 білий король · e1 чорний ферзь | a8 чорний слон · a5 чорний слон · d4 чорний король · b3 білий пішак · e2 білий король · e1 чорний ферзь | a8 чорний слон · a5 чорний слон · d4 чорний король · b3 білий пішак · e2 білий король · e1 чорний ферзь | a8 чорний слон · a5 чорний слон · d4 чорний король · b3 білий пішак · e2 білий король · e1 чорний ферзь | a8 чорний слон · a5 чорний слон · d4 чорний король · b3 білий пішак · e2 білий король · e1 чорний ферзь | a8 чорний слон · a5 чорний слон · d4 чорний король · b3 білий пішак · e2 білий король · e1 чорний ферзь | a8 чорний слон · a5 чорний слон · d4 чорний король · b3 білий пішак · e2 білий король · e1 чорний ферзь | a8 чорний слон · a5 чорний слон · d4 чорний король · b3 білий пішак · e2 білий король · e1 чорний ферзь | 2 |
| 1 | a8 чорний слон · a5 чорний слон · d4 чорний король · b3 білий пішак · e2 білий король · e1 чорний ферзь | a8 чорний слон · a5 чорний слон · d4 чорний король · b3 білий пішак · e2 білий король · e1 чорний ферзь | a8 чорний слон · a5 чорний слон · d4 чорний король · b3 білий пішак · e2 білий король · e1 чорний ферзь | a8 чорний слон · a5 чорний слон · d4 чорний король · b3 білий пішак · e2 білий король · e1 чорний ферзь | a8 чорний слон · a5 чорний слон · d4 чорний король · b3 білий пішак · e2 білий король · e1 чорний ферзь | a8 чорний слон · a5 чорний слон · d4 чорний король · b3 білий пішак · e2 білий король · e1 чорний ферзь | a8 чорний слон · a5 чорний слон · d4 чорний король · b3 білий пішак · e2 білий король · e1 чорний ферзь | a8 чорний слон · a5 чорний слон · d4 чорний король · b3 білий пішак · e2 білий король · e1 чорний ферзь | 1 |
|   | a | b | c | d | e | f | g | h |   |

Мавпочка знімає наніжник із ноги переможеного. Між ногами у Венери сидить купідон (що, можливо, натякає на полум'яну пристрасть Венери до Марса). Марс пригнічений, його погляд спрямований на шахову дошку, а лівою рукою він хапається за голову, намагаючись утримати шолом.

## Шахова позиція на картині
Зображена шахівниця видніється під великим нахилом, що спотворює пропорції. Позиції на шаховій дошці читається доволі легко. Венера переносить двома пальцями фігуру ферзя на поле e1, що судячи за напрямком руху руки Венери раніше стояв на a1, b1 або c1, ставлячи мат супернику.